# Porceleinspinnetje
Het porceleinspinnetje (Centromerus prudens) is een spinnensoort in de taxonomische indeling van de hangmatspinnen (Linyphiidae).
Het dier komt uit het geslacht Centromerus. Het porceleinspinnetje werd in 1873 beschreven door Octavius Pickard-Cambridge.